# Языки Великобритании
Официальным языком Великобритании является английский, при этом в стране активно используются также язык скотс (шотландский германский) и три кельтских языка: валлийский, корнский и гэльский (шотландский кельтский). 
Скотс и шотландский кельтский (гэльский) языки — национальные языки Шотландии (на гэльском языке говорят в горном регионе Шотландии, на Шотландском нагорье; телекомпания «BBC Alba» («BBC Шотландия») вещает и на этом языке). 
Национальный язык Уэльса — валлийский. По законодательному акту, принятому в 1967 году валлийский язык имеет равные права с английским языком. В Уэльсе все надписи даются сначала на валлийском языке, а затем дублируются на английском; имеется телевидение на этом языке.
Корнский — возрождённый из мёртвых кельтский язык — сегодня продолжает использоваться частью населения графства Корнуолл. 
В Северной и Западной Англии говорят на множестве местных наречий и диалектов английского языка.

## Языки Соединенного Королевства

### Живые языки
В таблице ниже приведены живые коренные языки Соединённого Королевства (Англии, Уэльса, Шотландии и Северной Ирландии). Языки из Короны (Нормандские острова и остров Мэн) не включаются, поскольку они не являются частью Соединенного Королевства.
| Язык                     | Тип                                 | Говорят в | Количество говорящих (в Великобритании)                                                         |
| ------------------------ | ----------------------------------- | --- | ----------------------------------------------------------------------------------------------- |
| Английский               | Западногерманские языки             | Во всей Великобритании | 55 миллионов с учётом всех диалектов                                                            |
| Валлийский               | Кельтские языки (Бриттские языки)   | Уэльс и части Англии около валлийско-английской границы                                                                                             | 611 000 (согласно исследованию, проведённому в 2004 году Советом по развитию валлийского языка) |
| Шотландский (германский) | Западногерманские языки             | Шотландия (Среднешотландская низменность, Кейтнесс, Оркнейские острова, Шетландские острова) Северная Ирландия (графства Даун, Антрим, Лондондерри) | Более 1,5 миллионов с учётом всех диалектов                                                     |
| Ирландский               | Кельтские языки (Гойдельские языки) | Северная Ирландия | 95 000 (по данным 2004 года)                                                                    |
| Англо-цыганский          | Смешанные языки                     | Англия, Шотландия, Уэльс | 90 000                                                                                          |
| Шотландский (кельтский)  | Кельтские языки (Гойдельские языки) | Шотландия (Северо-Шотландское нагорье с существенными меньшинствами в различных городах)                                                            | 58 552 (на основе переписи 2001 года в Шотландии)                                               |
| Шелта (Gammon)           | Смешанные языки                     | Англия, Северная Ирландия | Менее 86 000 по всему миру, по Великобритании неизвестно.                                       |
| Корнский (возрождённый)  | Кельтские языки (Бриттские языки)   | Англия (Корнуолл) | приблизительно 2000                                                                             |

### Мёртвые языки
- Валлийско-цыганский язык
- Цыганский язык
- Норн
- Пиктский язык
- Кумбрийский язык
- Йола

## Языки и диалекты в Великобритании

### Местные языки

#### Английский язык
Различия в вариантах английского языка носят как географический, так и классовый характер. Классовое расслоение британского общества определило значительные различия в языке образованных классов и низших слоев общества.
- Английский язык (Британский английский)
  - Английский английский язык (как говорят в Англии)
    - Северный английский язык
      - Камбрийский диалект[англ.]
      - Джорди[англ.] (в Ньюкасл-апон-Тайне и его окрестностях)
      - Ланкаширский диалект[англ.]
      - Макем (в Сандерленде и его окрестностях)
      - Манчестерский диалект
      - Йоркширский диалект
      - Скауз (в Ливерпуле и его окрестностях)

    - Восточно-мидлендский английский диалект[англ.]
    - Западно-мидлендский английский диалект

## Языки иммигрантов
В последние десятилетия массовая иммиграция принесла в Британию множество новых языков. Исследование языков иммигрантов, проведенное в Лондоне в 1979 году по инициативе Управления образования Внутреннего Лондона, выявило более 100 языков, на которых говорят в семьях школьников Внутреннего Лондона.
Выходцы из Южной Азии, самая многочисленная диаспора в Великобритании, говорят на десятках различных языков, и трудно определить, сколько людей говорят на каждом из них наряду с английским. Самую большую подгруппу британских азиатов составляют бенгальцы, в основном бангладешского происхождения, главным образом из региона Силхет (преимущественно мусульмане), а также выходцы из индийского штата Западная Бенгалия (в основном индуисты). Насчитывается более 520 000 говорящих на бенгальском, 300 000 из которых говорят на силхети, который иногда рассматривается как диалект бенгальского. Западные бенгальцы в основном говорят на стандартном бенгальском языке. Бенгальско-говорящая община Великобритании наиболее многочисленна в лондонском районе Тауэр-Хамлетс.
Второй по численности подгруппой британских азиатов являются панджабцы из Индии и Пакистана, составляя крупнейшее панджабское сообщество за пределами Южной Азии. На восточно-панджабском языке говорит более 220 000 человек, ещё около 50 000 пользуются западно-панджабским. Помимо бенгальского и панджаби в Великобритании получили широкое распространение и другие языки иммигрантов с Индостана.
Многие британцы азиатского происхождения в качестве первого языка используют английский. Их предки в основном приехали из Вест-Индии, в частности, Ямайки, и, как правило, говорили на креольских языках на основе английского, следовательно, существует значительное число говорящих на карибских креольских языках. Кроме того, многие чёрные британцы — в первую очередь иммигранты африканского происхождения — используют в качестве первого или второго языка французский.
В последние годы в Великобритании благодаря активной миграции из стран Центральной и Восточной Европы получили распространение славянские и балтийские языки, на которых говорят около миллиона иммигрантов. Самым распространённым из них является польский (более 600 000), а также литовский (85 500), русский (67,400) и словацкий (50 500).

### Наиболее распространённые языки иммигрантов
Пятнадцать наиболее распространённых языков британских иммигрантов по данным Летнего института лингвистики:
1. Польский язык (618 000);
2. Силхетский язык (300 000);
3. Урду (269 000);
4. Панджаби (224 000);
5. Бенгали (221 000);
6. Гуджарати (213 000);
7. Арабский язык (159 000);
8. Французский язык (147 000);
9. Португальский язык (133 000);
10. Испанский язык (112 000);
11. Тамильский язык (101 000);
12. Турецкий язык (99 400);
13. Итальянский язык (92 200);
14. Сомалийский язык (85 900);
15. Литовский язык (85 500).